# Argyresthia ossea
Argyresthia ossea is een vlinder uit de familie van de pedaalmotten (Argyresthiidae). De wetenschappelijke naam van de soort werd in 1828 gepubliceerd door Adrian Hardy Haworth.